# Porsche 912
Porsche 912 – samochód sportowy produkowany przez niemiecką firmę Porsche w latach 1965-1969. Model 912 to zwrotny, kompaktowy samochód czteromiejscowy zdolny do przejechania 100 km na ośmiu litrach benzyny. Efekt ten uzyskano dzięki połączeniu wydajnego silnika benzynowego, niskiej masy samochodu oraz niskiemu współczynnikowi oporu powietrza.

## Historia
Po zakończeniu produkcji modelu 356 w roku 1965, jedynym samochodem oferowanym przez Porsche pozostał 911. W efekcie tego, że 911 kosztował znacznie więcej niż 356, firma chciała ustrzec się spadku sprzedaży i upadku wizerunku marki na rynku. By zapobiec tym problemom, postanowiono wprowadzić nowy model w przystępniejszej cenie. Wizualnie następca, czyli 912, był identyczny w porównaniu z 911, ale miał inny silnik. Niższą cenę samochodu osiągnięto dzięki zastosowaniu w nim czterocylindrowej jednostki pochodzącej ze starszego modelu 356, zamiast sześciocylindrowej znanej z 911. Koszty obniżono też poprzez zmniejszenie liczby elementów wyposażenia dostępnych w standardzie. Dzięki niskiej cenie ten model Porsche sprzedawał się przez pierwszych kilka lat lepiej od 911 – Porsche wyprodukowało trochę ponad 30 tysięcy sztuk 912 przez pięć lat produkcji. Porsche 912 znalazło również zastosowanie jako radiowóz w europejskiej policji, wliczając w to wariant Targa. W kwietniu 1967 fabryczny magazyn Porsche, Christophorus, ogłosił: "On 21 December, 1966, Porsche celebrated a particularly proud anniversary. The 100,000th Porsche, a 912 Targa outfitted for the police, was delivered." ("21 grudnia 1966 Porsche obchodziło bardzo ważny jubileusz. Stutysięczne Porsche, model 912 Targa, został oddany w ręce policji.")
Po uzupełnieniu rodziny modeli 911 o mocniejszą wersję 911S oraz tańszy wariant 911T, kierownictwo Porsche doszło do wniosku, że model 912 stał się już zbyteczny. Produkcji 912 zaprzestano w 1970 roku; został on zastąpiony przez model 914, pojazd, który w założeniu miał być dla firmy tańszy w produkcji od 912.
Po sześciu latach nieobecności, model został ponownie wprowadzony na rynek północnoamerykański w roku 1976 jako Porsche 912E, w celu wypełnienia luki w segmencie tańszych samochodów powstałej po zakończeniu produkcji 914, podczas gdy model 924 – oficjalny następca 914. – był wykańczany i planowane było wprowadzenie go do produkcji seryjnej. Nowe 912 posiadało nadwozie "G-Series" od modelu 911, było napędzane 2.0 litrową wersją chłodzonego powietrzem silnika Volkswagena, używanego w ostatnich rocznikach 914/4. Powstało łącznie 2.099 sztuk tej wersji, oficjalnie wszystkie sprzedano na terenie Stanów Zjednoczonych.

## Specyfikacje techniczne
| Porsche 912                  | 912 (Coupé & Targa) | 912 E (Coupé)     |
| ---------------------------- | ------------------- | ----------------- |
| Silnik:                      | B4 (czterosuwowy)   | B4 (czterosuwowy) |
| Pojemność:                   | 1582 cm³            | 1972 cm³          |
| Moc maksymalna:              | 66 kW (90 PS)       | 66 kW (90 PS)     |
| przy obr./min:               | 5800                | 4900              |
| Stopień sprężania:           | 9,3 : 1             | 7,6 : 1           |
| Masa:                        | 970 kg              | 1050 kg           |
| Prędkość maksymalna:         | 185 km/h            | 177 km/h          |
| Przyspieszenie 0 – 100 km/h: |                     | 13,5 s            |